# کنفرانس سلوی

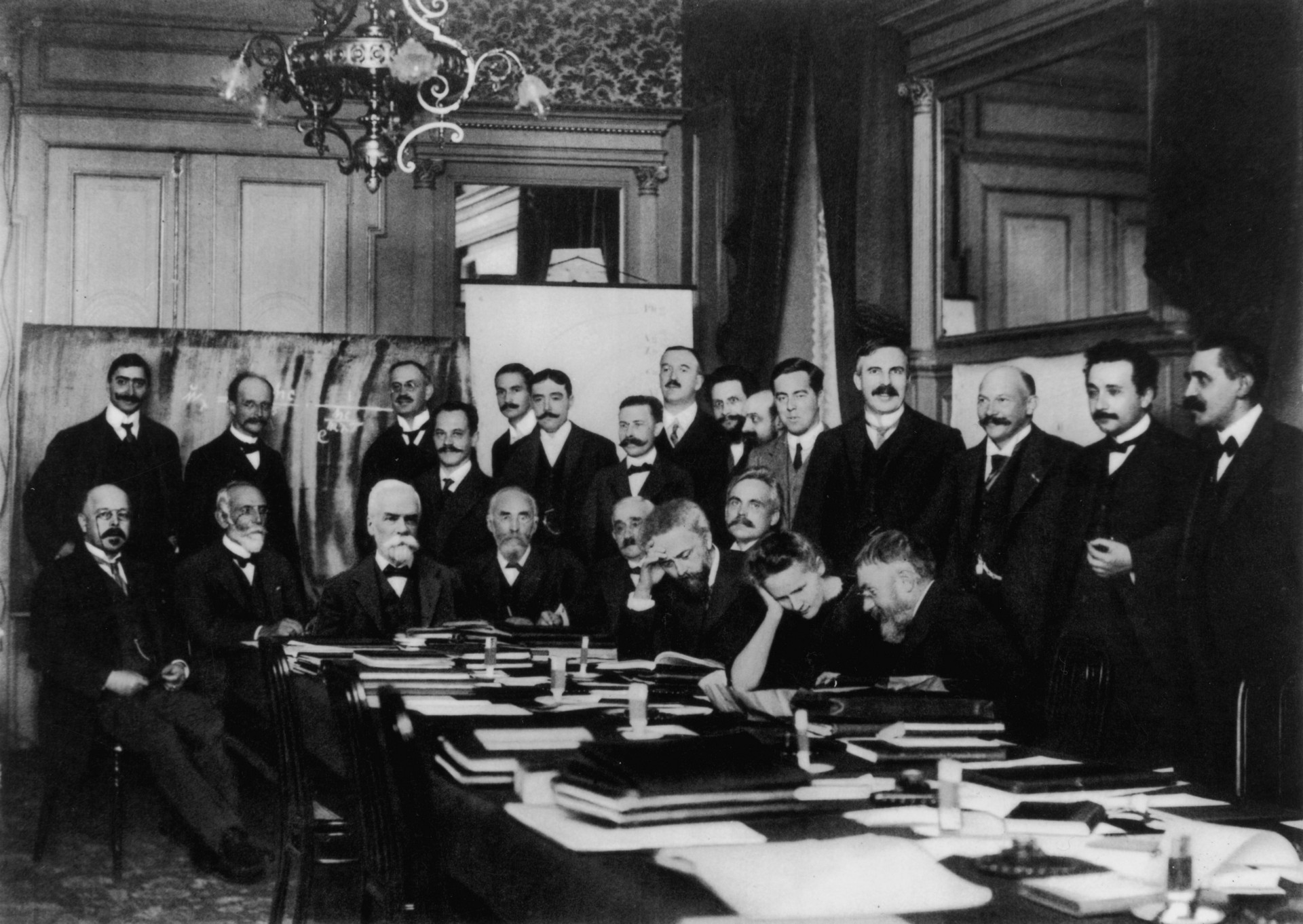
اولین کنفرانس سلوی در ۱۹۱۱
(نشسته از چپ به راست): نرنست، بریلوئن، سلوی، لورنتز، واربورگ، ژان باتیست پرن، ویلهلم وین، کوری و پوآنکره
(ایستاده از چپ به راست): گلدشمیت، پلانک، روبنس، زومرفلد، لیندمان، د برلی، نودسن، هازنواورل، هوستلت، هرتزن، جینز، رادرفورد، هایک کامرلینگ اونس، اینشتین و لانژوَن

انستیتو بین‌المللی فیزیک و شیمی سُلوِی (International Solvay Institutes for Physics and Chemistry) واقع شده در بروکسل، توسط ارنست سلوی بلژیکی در پی شورای سلوی در ۱۹۱۱ (اولین کنفرانس جهانی فیزیک) در سال ۱۹۱۲ تأسیس شد. ∗
می‌توان گفت کنفرانس‌های سلوی مشهورترین کنفرانس‌ها در فیزیک و شیمی هستند. از آغاز در این کنفرانس‌ها بهترین دانشمندان در این زمینه‌ها در آن شرکت می‌کردند. در حقیقت کنفرانس فیزیک سال ۱۹۱۱ سلوی اولین کنفرانس بین‌المللی فیزیک بود که تا آن زمان برگزار شده بود. این کنفرانس با دعوت ارنست سلوی برگزار شد∗. در همین واقعه بود که اینشتین و پوآنکره تنها دیدارشان صورت گرفت.∗

## اولین کنفرانس
هندریک لورنتز ریاست اولین کنفرانس سلوی را که در بروکسل در پاییز سال ۱۹۱۱ برگزار شد به عهده داشت. موضوع کنفرانس تشعشع و کوانتا بود. جوان ترین فیزیکدان حاضر در کنفرانس فریدریش لیندمان و بعد از او اینشتین بود. (برای دیدن نام‌های شرکت‌کنندگان در اولین کنفرانس تصویر بالا را مشاهده کنید)

## پنجمین کنفرانس
شاید بتوان گفت که مشهورترین کنفرانس سلوی در سال ۱۹۲۷ بود. در این جلسه که موضوع آن الکترونها و فوتونها بود، معروف‌ترین فیزیکدانان آن زمان در بارهٔ نظریه تازه مدون شدهٔ کوانتمی با هم تبادل نظر کردند. از جمله چهره‌های برجسته حاضر در این کنفرانس آلبرت اینشتین و نیلز بور و ماری کوری بودند. اینشتین که از نظریه اصل عدم قطعیت هایزنبرگ شگفت‌زده شده بود اظهار کرد که «خدا با تاس بازی نمی‌کند» و بور جواب داد: «اینشتین، دست بردار از گفتن به خدا که چه‌کار باید انجام دهد» (به مناظره‌های بور و اینشتین مراجعه کنید). ۱۷ نفر از ۲۹ شرکت‌کننده در این کنفرانس برندهٔ جایزه نوبل فیزیک بودند یا بعداً این جایزه را دریافت کردند.

## بیست و سومین کنفرانس سُلوِی
بیست و سومین کنفرانس بین‌المللی سلوی در دسامبر ۲۰۰۵، سال جهانی فیزیک، در بروکسل برگزار شد. ریاست جلسات این دوره را دیوید گراس به عهده داشت. در این دوره که موضوع آن «ساختار کوانتمی فضا و زمان» بود، یک جلسه نیز برای عموم با همکاری مشترک انستیتو بین‌المللی سلوی و کمیسیون اروپا برگزار شد که در آن برایان گرین از دانشگاه کلمبیا و روبرت دیگرف از دانشگاه آمستردام سخنرانان اصلی بودند.∗

## نگارخانه

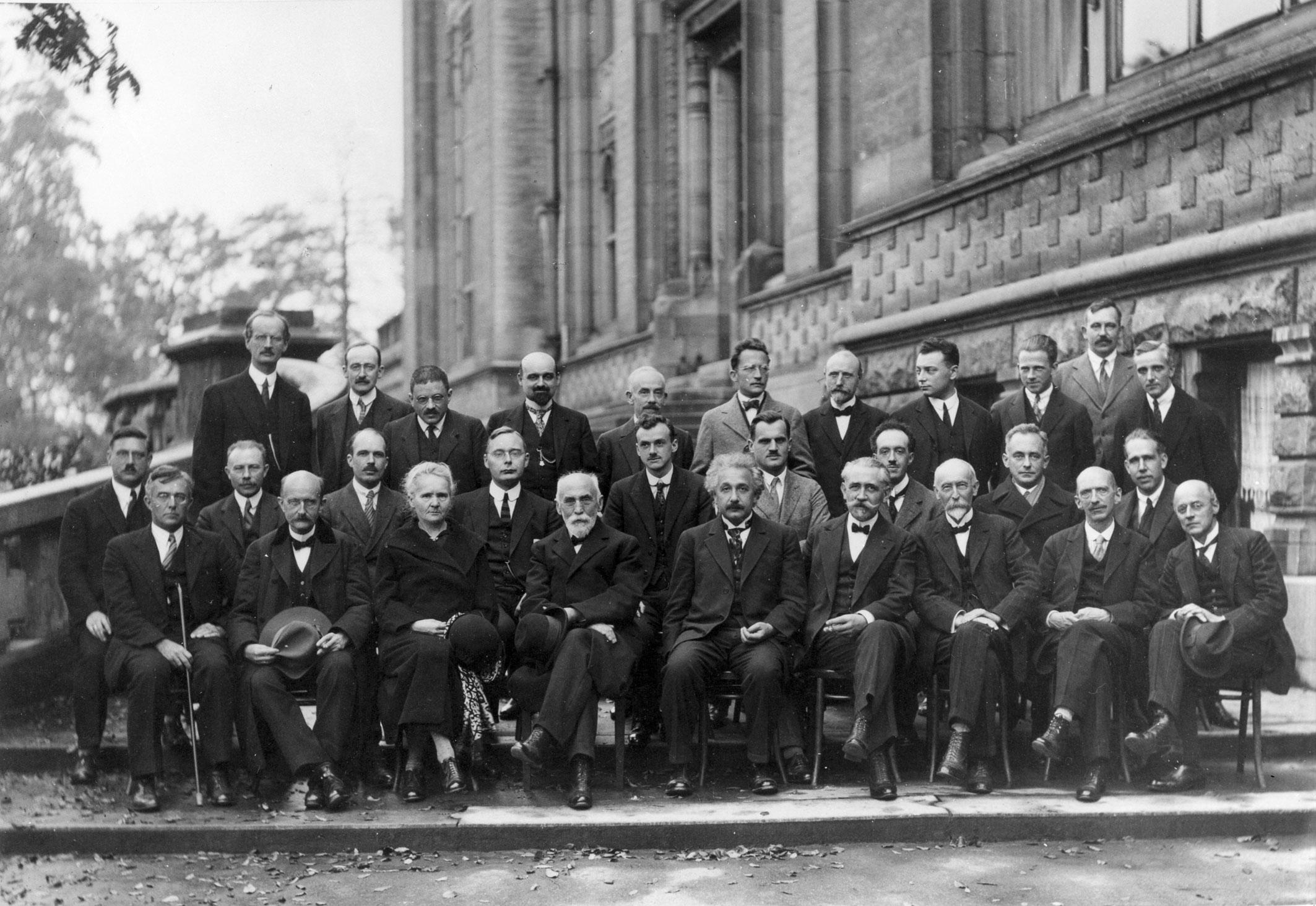
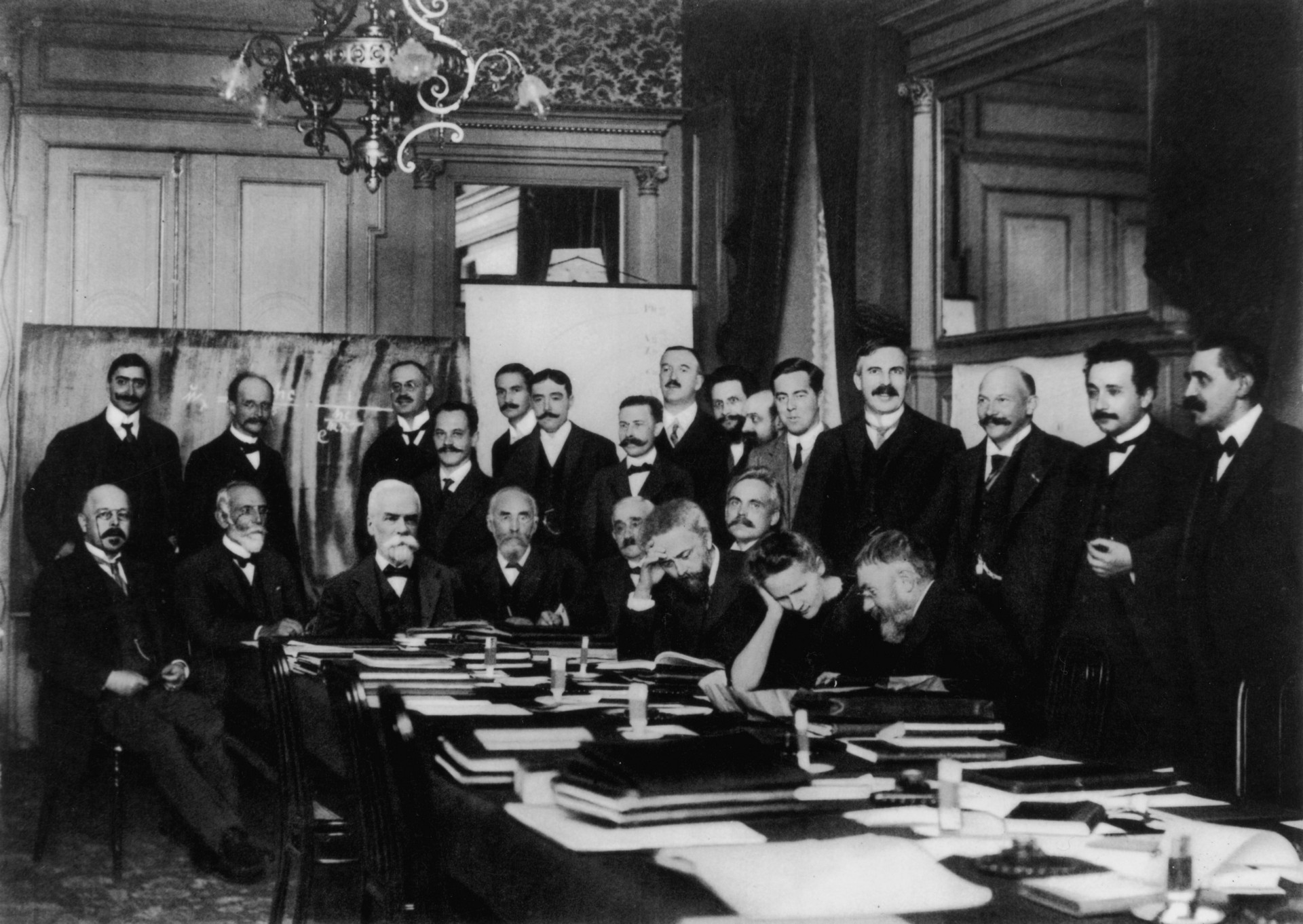
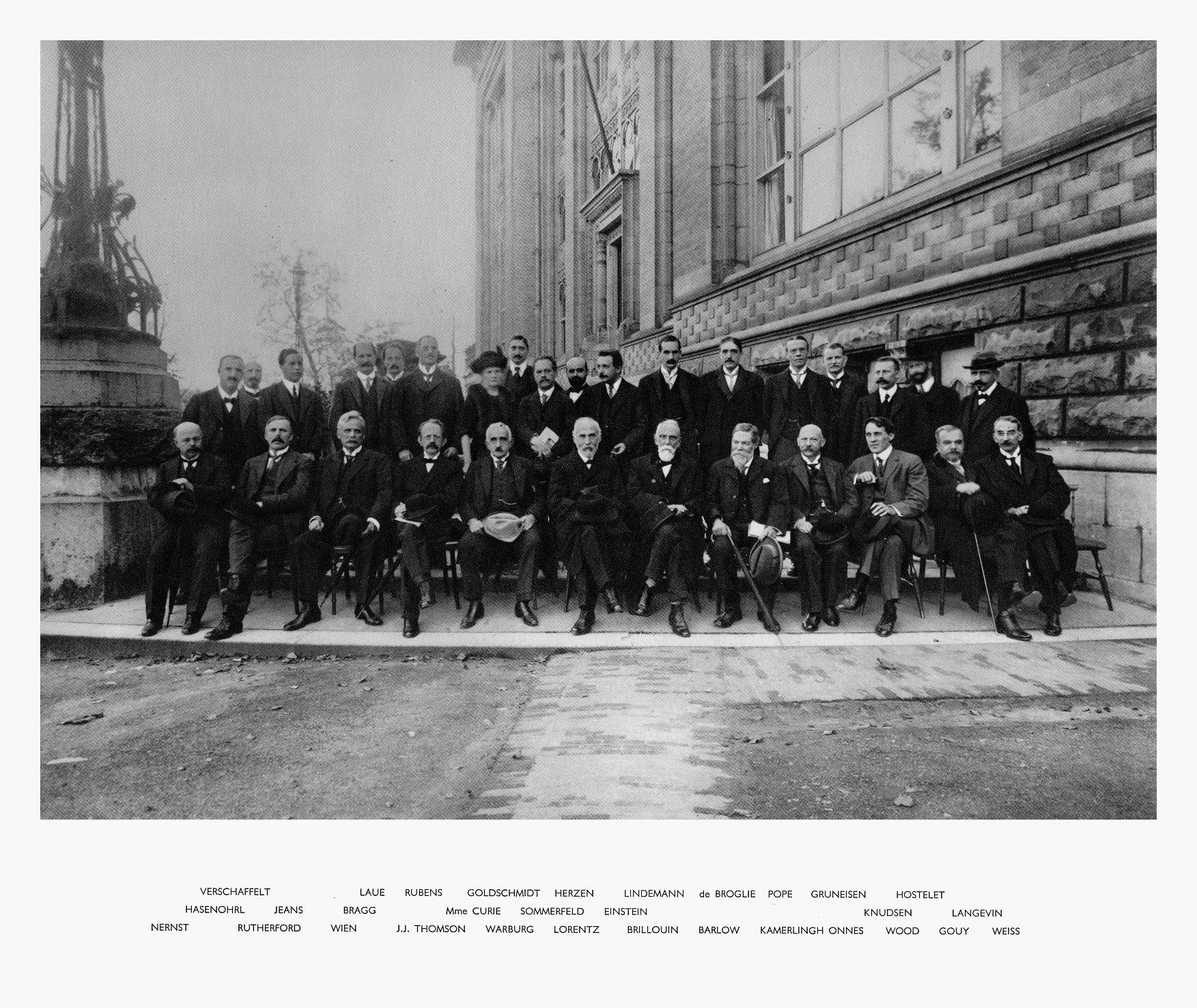
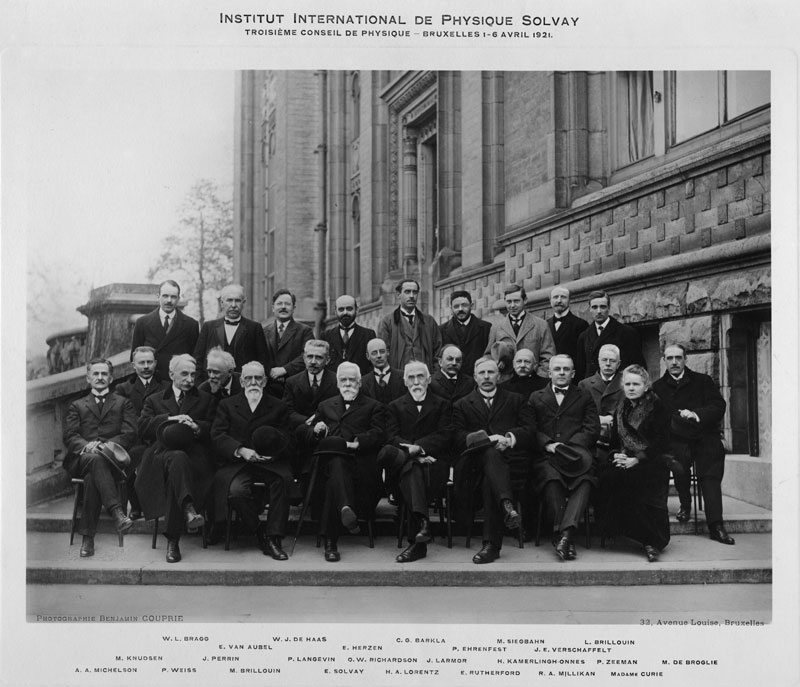
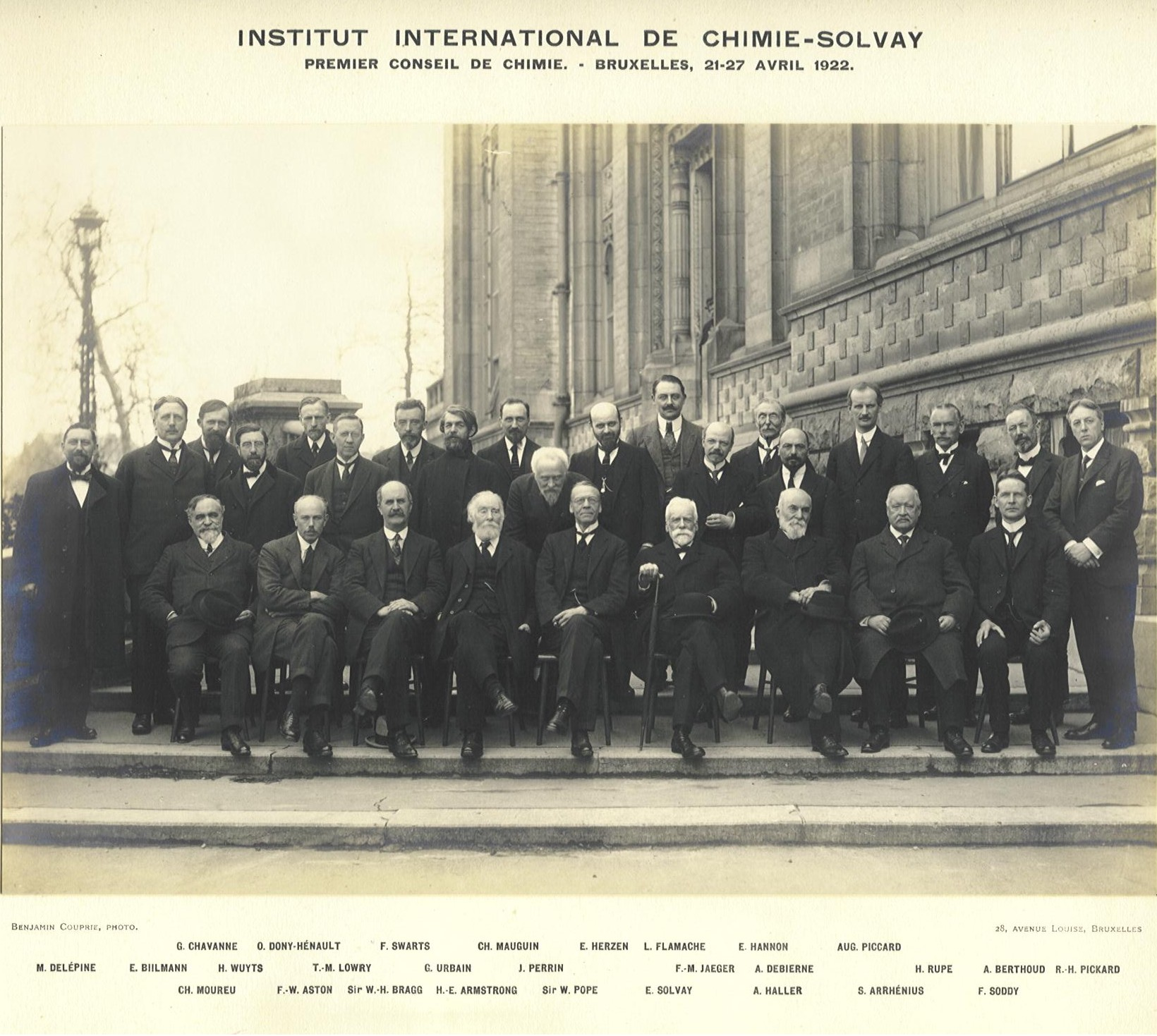
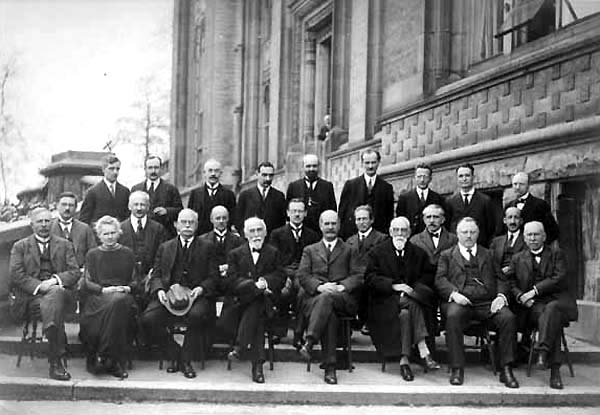
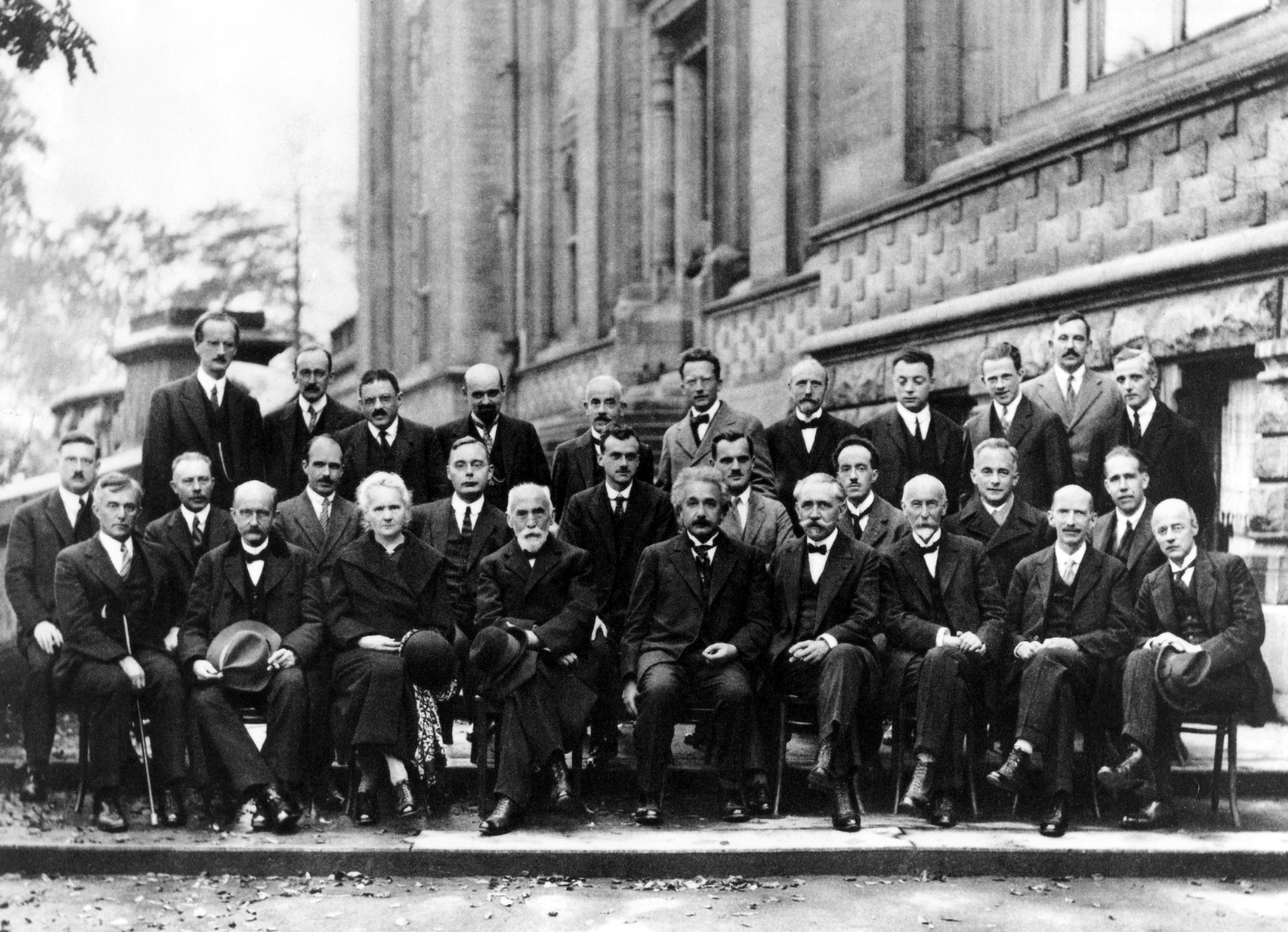
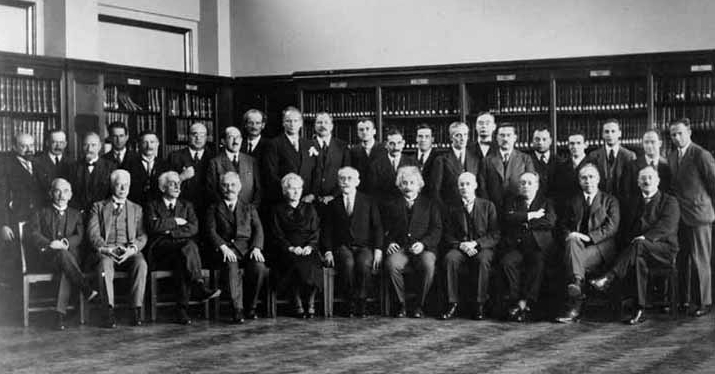
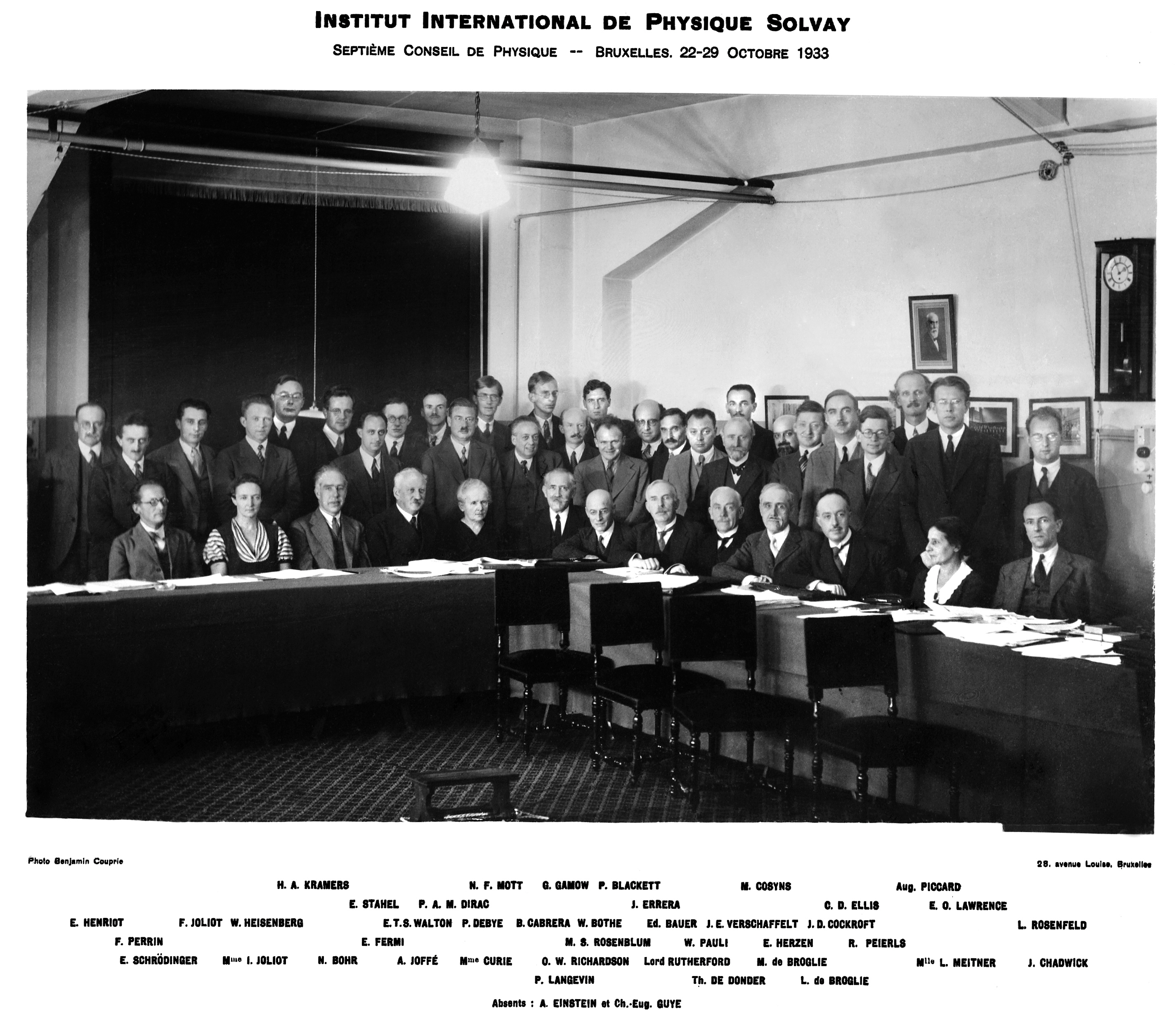